# Al Meier
Al Meier (* 9. Dezember 1954 in Zürich) ist ein Schweizer Maler und Gestalter.

## Leben
Al Meier (Bürgerlicher Name; Alfred Jakob Meier) hat die Berufslehre als Retuscheur absolviert, besuchte anschliessend die Schule für experimentelles Gestalten in Zürich und ist seit 1976 als selbständiger Kunstmaler, Kurator und Gestalter tätig. Studienaufenthalte führten ihn zwischen 1976 und 1986 in die Vereinigten Staaten von Amerika, nach Nordafrika, Italien, in die Bundesrepublik Deutschland und die Deutsche Demokratische Republik. Von 1997 bis 2000 war er künstlerischer Leiter des Kunstraums Katzenstrick in Einsiedeln im Kanton Schwyz.
Meier ist verheiratet mit Christine Meier-Bächlin. Das Paar hat zwei Söhne und lebt im Kanton Schwyz.

## Werke
Werke Al Meiers befinden sich in öffentlichen Sammlungen der Stadt Zürich, des Kantons Zürich, des Kantons Schwyz und der Gemeinde Wollerau SZ.
Werke im öffentlichen Raum (Auswahl)
- 1982: Fliegende Zeichnung, Installation, Universität Irchel, Zürich
- 1994: Tondo, Objekt, Dorfplatz, Steinen SZ
- 1996: Fliegender Ball, Farbgestaltung und Installation, Schulhaus, Wollerau SZ
- 1998: Lichtstelle, Lichtobjekt, Busplatz, Wollerau SZ
- 2000: Gabenlandschaft, Gestaltung, Zentrum Bolldern, Männedorf
- 2005: Farbgestaltung, Alters- und Pflegeheim Biberzelten, Lachen
- 2010: Farbgestaltung, Obersee-bilingualschool, Pfäffikon SZ
- 2011: 3 Zeichnungen, Kunst am Bau, BSZ Stiftung, Schübelbach SZ
- 2013: Kreuzstele, Skulptur, Gemeindefriedhof Wollerau SZ

## Einzelausstellungen
- 1981: Der Sprung. Kunstmuseum Bern
- 1982: Das neue H. Kunstmuseum Luzern
- 1996: Arbeiten 1991–1996. Ital Reding Haus, Schwyz

## Publikationen
- 1983: Streng nach Lust, 80 Zeichnungen, Galerie Lelong, ZH
- 1986: Ungemaltes, Texte, Edition Howeg, Zürich
- 1991: Werkauswahl 1979–1991, Edition Howeg, Zürich, ISBN 3-85736-102-6
- 1994: Hellleuchtendes Dunkel, Texte und Zeichnungen, Edition Howeg, ZH
- 2007: Kunst im Rohbau, Ausstellungskatalog, Küssnacht, SZ
- 2008: Kunst im Altbau, Ausstellungskatalog, Altendorf, SZ
- 2009: Im Garten der Kunst, Ausstellungskatalog, Bühne Fasson Lachen, SZ
- 2010: Das Ross, Fotoausstellungskatalog, Weinbaumuseum Au, ZH
- 2011: Bildersog, Bilder, Eigenverlag
- 2012: Punktgenau, Texte, Eigenverlag

## Kurationen
- 1994: Fixiert, Bildraum, Zürich
- 1998: Rostrot & Himmelblau, Galerie Lutz & Thalmann, Zürich
- 2000–2001: Kreuze der Gegenwart, Künstlerische Leitung, Einsiedeln, SZ
- 2007: Kunst im Rohbau, Küssnacht, SZ
- 2008: Kunst im Altbau, Altendorf, SZ
- 2009: Im Garten der Kunst, Bühne Fasson Park, Lachen, SZ
- 2010: Das Ross, Weinbaumuseum Au, ZH
- 2011–2012: Vögel, Weinbaumuseum Au, ZH
- 2012: Minus 10 Grad, Outdoor-Ausstellung, Einsiedeln, SZ